# De Ludwigs
De Ludwigs è una serie televisiva olandese prodotta da Nickelodeon, girata ad Aalsmeer (provincia di Amsterdam). Successivamente viene prodotta una serie inglese, girata nello stesso set, di nome Hunter Street.

## Trama
Benny è un nuovo figlio adottivo per la famiglia De Ludwigs ma, la notte stessa, i suoi genitori adottivi scompaiono, così i cinque fratelli si danno da fare per trovarli.

## Episodi

### Stagioni
| Stagione         | Episodi | Episodi | Prima TV Paesi Bassi |
| ---------------- | ------- | ------- | -------------------- |
| Prima stagione   | 40      | 20      | 2016                 |
| Prima stagione   | 40      | 20      | 2016                 |
| Seconda stagione | 28      | 28      | 2017                 |
| Terza stagione   | 40      | 20      | 2018                 |
| Terza stagione   | 40      | 20      | 2018                 |
| Quarta stagione  | 26      | 26      | 2019                 |

### Speciali
| Stagione         | Episodi | Prima TV Paesi Bassi |
| ---------------- | ------- | -------------------- |
| Primo speciale   | 8       | 2017                 |
| Secondo speciale | 8       | 2018                 |